# 陳大鑼
陳大鑼（1893年3月1日—1983年7月17日）是一位活躍於臺灣日治及戰後時代的文字編輯與文學教師，對「白話字」的著作有極大的貢獻。信仰基督教，屬永康長老教會。其最為人所知的事蹟為協助過甘為霖、戴仁壽及劉青雲等人編輯並出版多部閩南語白話字刊物。甘為霖牧師《廈門音新字典》、戴仁壽醫生《內外科看護學》、或是劉青雲著《羅華改造統一書翰文》，皆有陳大鑼先生的苦心協助，雖然在書的「序言」或「頭序」可以看到其名字，但往往被忽略。
陳大鑼的漢學基礎非常好，七歲就讀永康義塾，九歲進永康教會小學，1907年進台南長老教中學，秀才許凌雲(1862-1944)就是他的老師。1910年11月中學畢業18歲，就由甘為霖牧師(Rev.William Campbell,1841-1920)約聘，接林錦生(1894-1980)的職缺，協助其字典的編輯，共事三年。林錦生工作二年，所負責的就是彙集仝音無仝形的字，陳大鑼接落來負責解義和修整詞句。《廈門音新字典》，俗稱《甘字典》就是甘牧師得到林陳兩位學生的協助來完成，於1913年順利刊行。
在「廈門音新字典」，甘為霖牧師序云：得林錦生、陳大鑼兩位學生之協助。在「內外科看護學」，戴仁壽醫生序云：書經本人口述，由陳大鑼先生用羅馬字寫成。 在「羅華改造統一書翰文」，劉青雲先生序云：「本書於形成上及印刷校正上，硯友陳君大鑼苦心協力。在這些利用白話字名著幕後貢獻極大的陳大鑼何人耶？」
陳大鑼，1893年3月1日生於永康，父陳塗圓，母劉甜，七歲就讀於永康義塾，九歲進永康教會小學，1907年進台南長老教中學，1910年11月畢業。 因他漢學基礎良好，即由甘為霖牧師約聘，協助其廈門音字典編輯，共事三年。該字典於1913年順利刊行。當時在新樓醫館有戴仁壽醫生（G. Gushue-Taylor），計畫刊行「內外科看護學」（英文書名The Principles and Practices of Nursing）約大鑼協助用羅馬字寫成，是書於1917年刊行。其後就在長老教中學附屬小學擔任教員六年。
1922年劉青雲先生學成自日本返台，就著手應用新式學術組織並利用羅馬字編寫一本文牘，因有硯友之誼自1923年起大鑼受託協助。他不僅在組織上有所貢獻，在監印及校對尤辛苦從事。該書在上海商務印書館付印。據劉家檔案，1924年10月15日起廠方每週三次交來印樣，每次十六面，由大鑼悉心校對，繼續至1925年2月10日校完。是書文五一三面，連同序、目錄、附錄等計五五0面，由台南新樓書房發行。其間大鑼之職位是三多商會書記。1926年起，改在青雲父劉瑞山翁經營和源會社擔任書記，至1945年。
戰後他擔任台灣省立台南農業職業學校教員，授國文課，共十年而退休。退休後他更協助外國學人，做為中介者。例如1962年荷蘭學者施舟人（Kristofer M. Schipper）來台鑽研道教與歌仔冊，1972年美國穆海飛（Harvey Mol’e）來台擬編台英字典，均獲其協助。晚年他刊「昔時賢文」一書贈與親朋，是羅馬拼音白話字及漢文對照，有句讀、句解、註釋，共一七八面；附有二十四孝的故事（語解）。
陳大鑼二十歲時與大灣張啟明三女順結婚，育有七男（肯堂、滿堂、耀堂、煥堂、祝堂、瑞堂、彩堂）三女（瓊花適王茂丁、瓊音適林來旺、瓊英適林日祥）。屬永康教會，任執事及長老多年，擔任書記，濟世整濟。1935年永康土墼厝禮拜堂倒塌，經他及長執推動購地新建堂。1983年7月17日安息，永康教會以「教會葬」，告別。

## 外部連結
- 廈門音新字典－台語文記憶 （页面存档备份，存于）
- 羅華改造統一書翰文－台語文記憶 （页面存档备份，存于）